# 香川県道137号大串鴨部線
香川県道137号大串鴨部線（かがわけんどう137ごう おおくしかべせん）は、香川県さぬき市を通る一般県道である。

## 概要

### 路線データ
- 起点：さぬき市鴨庄（香川県道135号大串志度線交点）
- 終点：さぬき市鴨部（馬次西交差点、国道11号交点）
- 総延長：7.208 km

## 路線状況

### 重複区間
- 香川県道136号志度小田津田線（香川県さぬき市小田）

### 道路施設

#### トンネル
- 逢坂（おおさか）トンネル：延長89 m、1975年（昭和50年）竣工、さぬき市

## 地理

### 通過する自治体
- さぬき市

### 交差する道路
| 交差する道路                             | 交差する場所 | 交差する場所        |
| ---------------------------------------- | ------------ | ------------------- |
| 香川県道135号大串志度線                  | 鴨庄         | 起点                |
| 香川県道136号志度小田津田線 重複区間起点 | 小田         |                     |
| 香川県道136号志度小田津田線 重複区間終点 | 小田         |                     |
| 国道11号                                 | 鴨部         | 馬次西交差点 / 終点 |

### 沿線
- さぬき警察署
  - 小田駐在所
  - 鴨部駐在所（終点付近）